# Not Waving, but Drowning
Not Waving, but Drowning es el segundo álbum de estudiopor el rapero británico Loyle Carner. Fue publicado el 19 de abril de 2019 a través de AMF/Virgin EMI Records.

## Recepción de la crítica
El álbum recibió críticas generalmente positivas. En Metacritic, Not Waving, but Drowning obtuvo un puntaje promedio de 70 sobre 100, basado en 12 críticas, lo cual indica “generalmente favorable”.

## Lista de canciones
Créditos adaptados desde Tidal.
| N.º | Título                                        | Escritor(es)                                                                               | Productor(es)      | Duración |  |
| 1.  | «Dear Jean»                                   | Benjamin Coyle-Larner Jordan Rakei                                                         | Rakei              | 1:43     |  |
| 2.  | «Angel» (con Tom Misch)                       | B. Coyle-Larner Marcos Valle Paulo Sergio Kostenbader Valle Misch Yussef Dayes             | Misch              | 4:43     |  |
| 3.  | «Ice Water»                                   | Ben Joyce B. Coyle-Larner Lawrence Dickins                                                 | Joice Kwes         | 3:29     |  |
| 4.  | «Ottolenghi» (con Jordan Rakei)               | Alfa Sekitoleko B. Coyle-Larner Rakei                                                      | Rakei              | 3:17     |  |
| 5.  | «You Don't Know» (con Rebel Kleff y Kiko Bun) | Ann Bridgeforth B. Coyle-Larner Dave Hamilton Federico Marin Kristian Revelle Rony Darrell | Rebel Kleff        | 4:10     |  |
| 6.  | «Still»                                       | B. Coyle-Larner Kwesi Sey                                                                  | Kwes               | 3:33     |  |
| 7.  | «It's Coming Home?»                           | B. Coyle-Larner                                                                            | –                  | 0:36     |  |
| 8.  | «Desoleil (Brilliant Corners)»                | B. Coyle-Larner Elan Tamara Sey K. Sey Sampha Sisay                                        | Kwes               | 3:40     |  |
| 9.  | «Loose Ends»                                  | B. Coyle-Larner Rakei                                                                      | J. Rakei Dan Parry | 4:16     |  |
| 10. | «Not Waving, But Drowning»                    | Rakei Stevie Smith                                                                         | Rakei Parry        | 1:04     |  |
| 11. | «Krispy»                                      | B. Coyle-Larner K. Sey                                                                     | Kwes               | 3:41     |  |
| 12. | «Sail Away (Freestyle)»                       | B. Coyle-Larner Charlotte Day Wilson Rakei                                                 | Wilson Rakei       | 4:16     |  |
| 13. | «Looking Back»                                | B. Coyle-Larner Misch                                                                      | Misch              | 2:58     |  |
| 14. | «Carluccio»                                   | B. Coyle-Larner Duval Timothy E. T. Sey K. Sey                                             | Kwes               | 3:11     |  |
| 15. | «Dear Ben» (con Jean Coyle-Larner)            | Jean Coyle-Larner Rakei                                                                    | Rakei              | 3:30     |  |

## Créditos
Músicos
- Loyle Carner – voz principal y coros, spoken word (7), programación (10, 15)
- Jordan Rakei – productor (1, 10, 12, 15), piano (1, 15), teclado (1, 10, 15), programación (10, 12)
- Jamie Haughton – batería (1)
- Joice – productor (3), programación (3)
- kwes – productor adicional (3), productor (6, 8, 11, 14), programación (3, 11), batería (6, 8, 14), sintetizador (6, 8, 11, 14), bajo eléctrico (6, 8, 11, 14), piano (6, 11), percusión (8, 11), guitarra (8), Mellotron (8, 11), glockenspiel (14)
- Momodou Janneh – spoken word (3)
- Kisima Janneh – spoken word (3)
- Sampha – voces adicionales (8)
- Elan Tamara Sey – piano (8), arpa (14), coros (14)
- Stevie Smith – spoken word (10)
- Johnny Woodham – fliscorno (11, 15)
- Charlotte Day Wilson – productor (12), programación (12), guitarra (12)
- Tom Misch – productor (13), teclado (13), programación (13)
- Diana Russell – spoken word (13)

Diseño
- Elliot Thomas, Mauro Borges, Rory Dewar – diseño de portada
- French Vanilla – fotografía

## Posicionamiento
| Gráficas (2019)                         | Pico de posición |
| --------------------------------------- | ---------------- |
| Bélgica (Flandes) (Ultratop 200 Albums) | 31               |
| Bélgica (Valonia) (Ultratop 200 Albums) | 169              |
| Países Bajos (Dutch Album Top 100)      | 51               |
| Francia (SNEP)                          | 109              |
| Alemania (Offizielle Top 100)           | 66               |
| Irlanda (IRMA)                          | 26               |
| Escocia (Scottish Albums Chart)         | 20               |
| Suiza (Schweizer Hitparade)             | 33               |
| Reino Unido (UK Albums Chart)           | 3                |
| Reino Unido (UK R&B Albums)             | 1                |

## Certificaciones y ventas
| País              | Certificación | Ventas   |
| ----------------- | ------------- | -------- |
| Reino Unido (BPI) | Oro           | 100,000^ |